# Gama musiva
Gama musiva är en skalbaggsart som beskrevs av Hermann Burmeister 1855. Gama musiva ingår i släktet Gama och familjen Melolonthidae. Inga underarter finns listade i Catalogue of Life.